# Řehenice
Řehenice là một làng thuộc huyện Benešov, vùng Středočeský, Cộng hòa Séc.